# 魔法少女メルル
『魔法少女メルル』（まほうしょうじょ メルル）は、日本の漫画家・ねこしたPONGによる成人向け漫画、および、それを原作としてメディアミックスで作られた作品群のメインタイトルである。
漫画はアダルトゲーム雑誌『ファンタジェンヌ』にて1993年（平成5年）から1995年にかけて執筆された。1995年と1996年には原作に準じたかたちでアダルトアニメ化、1999年にはスピンオフのかたちでアダルトゲーム化されている。英語圏（欧米）では2000年、"Magic Woman M " のタイトルでリリースされた。

## 概要
魔法使いの少女・メルルが災難に遭う要素を描いた本作は、怪物・魔物による凌辱を中心としつつも、カニバリズム、触手、種付け的孕ませ（宿主）などの要素を一部に含む。

## 漫画版
漫画版の特徴として、表題の中の「百年にひとりの」の部分は、ときに「百人にひとりの」と表記が変えられており、固定されたものではない。

### 『-百年にひとりの- 魔法少女メルル 〜オーガの山〜』
本作は、ねこしたPONG名義での最初の著作物である。『ファンタジェンヌ』誌創刊の際の読み切り漫画として1993年（平成5年）に執筆された。単行本化はされていない。初出では「オーガの山」という副題は付いていない。
ストーリー
修業の旅を続ける見習い魔術師の少女メルルは、近道をしようと危険な山越えの道を選ぶ。途中で呑気に食事などしていると、山の奥から悲鳴のような声がする。メルルが水を飲み、パンを頬張っているのと同じ頃、山の奥では怖ろしい怪物が犯した女の血をすすり、肉を貪り食っていた。引き返せばいいものを、メルルは空元気を搾り出して再出発し、案の定、峠の頂近くで怪物オーガと遭遇してしまう。必死に逃げるも谷に落ち、追い詰められたメルルは呪文を唱え始める。しかし、意に反して何故か魔術は少しも効果を顕わさない。怒り狂ったオーガの攻撃は辛辣だった。メルルの小さな身体は木の葉のように宙を舞い、巨大な手で人形さながらに扱われる。

### 『-百年にひとりの- 魔法少女メルル 〜サハギンの河〜』
前作の続編として1993年（平成5年）12月から1995年（平成7年）6月にかけて執筆・連載されたが、執筆は半ばで止まっている。こちらも単行本化はされていない。
ストーリー
氾濫して橋の落ちた暴れ河がメルルの往く手を塞いでいた。どうしたものかと思案に暮れていると、河の中から1匹の半魚人サハギン（オス）が現れる。以前より上達した魔術に自信を持っていたメルルは、よせばいいのにサハギンの口車に乗って河の渡しを頼み、案の定、河の中へ引き摺り込まれてしまう。水の中では呪文の詠唱は叶わず、メルルはサハギンが営巣する洞窟へと連れ去られてしまう。そこには怖ろしい雌サハギンが産卵しようと待ち構えていた。人間の女性の体を利用しての繁殖がサハギン達の目的であり、それが彼らの生き物としての習性だった。メスが人間の子宮へ産卵した上で、オスがそこへ放精（膣内射精）することにより、サハギンの幼生は初めて孵化することができるのである。魔法による反撃を試みるメルルだったが、その手には常に頼みとしてきた師の術棒（シャルル・ロッド）は握られていなかった。抗う術を無くしたメルルは子宮に異種産卵させられサハギンの仔を宿す。孕ませられた後もサハギンのオスたちの陵辱は続き、抵抗する意思さえ失ったメルルにサハギン出産の時間が刻々と迫る。

## 登場キャラクター

### 人間および人間的キャラクター
メルル・シェクル / Merle Chèquers
声 - 矢島晶子
本作の主人公（メインヒロイン）である魔法使いの少女。14歳。大魔導師シャルル・ドゥ・フィーユの養女であり、弟子である。名職人級女魔術師（クラフツマン・ウィザーディス。アダルトアニメ版では一階級下のプロフィシャンティス）。
トネリコ製の術棒を手にし、青いローブを身に纏い、紋章飾りの付いた魔法帽子を被った、金髪碧眼の少女。生誕年はジオット暦1400年。身長は160cm（設定は「小柄な女の子」だが、白人社会に合わせた補正ありとのこと）。設定上の衣裳コンセプトは、魔術師衣裳と尼僧服にセーラー服（その襟、ジョンベラ）、その他を加味したもの。キャラクター・イメージカラーは、フランス国旗の色（トリコロール・カラー）、プラス・アルファ。
火と風の「フレイムウィンド Flame-wind （火焱??術）」、地と風の「レヴィテート Levitate （浮揚術）」、風の「スフェリクス Spherics （空霆術）」、水と地と風の「マジック・ウェッブ Magic Web （蛛網術）」など、主として四大元素魔術を操る。但し、師の術棒（シャルル・ロッド）が無いと魔術が使えない。
シャルル・ドゥ・フィーユ（シャルル・ド・ヒュー） / Charles de Feuilles
声 - 茶風林
カバラ系魔術の達人級大魔導師（マスター・ウィザード）。メルルの育ての親であり、師匠でもある。
伯爵位。オクシデント（創作：Occident、昏州≒欧州、cf.wikt）に複数の領地を持つ領主であり、錬金術師、万霊学者（造語：魂ある万象を学問する者）、大学教授。自称、生誕年は嘘か真かジオット暦1300年。190cmの長身で英雄体形、白眉白髭、足元に達するほどに長い白髪が特徴の謎多き老人。護符を通じてメルルを見守り、主に飾り枠とワイプで登場する人。「ドゥ・フィーユ」は貴族としての称号であり、家名は「シェクル」（フルネームは長大）。
陵辱されてるメルルを覗くのが趣味。
女騎士
原作第1話に登場。山中でオーガと闘うも敗れて、犯されながら食われることに。
吟遊詩人の少女
原作第2話に登場する、バルド（ドルイド教吟遊詩人）の少女。
河サハギンに浚われた被害者で、胎内に産卵・放精される。サハギンの仔の宿主・苗床として巣に囚われてしまう。
ルナ / Luna
アダルトアニメ版 1作目に登場する見習い剣士の少女。赤い鎧を纏った黒髪の女の子。（魔物に襲われ）木に縛られているところをメルルに助けられる。
ティア / Theia
アダルトアニメ版 1作目に登場。オレンジ色の鎧を纏った赤髪の女剣士であり、ルナの姉。村を襲うオーガに立ち向かう。
フレニ・エプレ・スレイプニルセン / Vreni Äple Sleipnirsen
アダルトアニメ版 2作目に登場する。北欧の呪符使いであるルーン魔術師の少女であり、秘境に建ち古文書の宝庫となっているラニーニ修道院を目指すフレニ隊の主人。神官位。ウェルウァ（ヴォルヴァ、Völva）として性儀を経験済み。クリーム色の衣裳を纏った青い髪色の少女（原作設定では陰が青みがかったプラチナブロンド）。設定上のキャラクター・イメージカラーは、スウェーデン国旗の色。触手怪物シュリーカーに犯られているところをメルルに助けられて以降、フレニ隊とメルルは行動を共にすることとなる。フレニの魔術はメルルの魔術に比して威力こそ弱いものの、呪符使用の性質上、呪文は短く、奇蹟の発現は速い。
リーアォ / Liao
アダルトアニメ版 2作目に登場。葡萄色（えびいろ）の忍び衣を纏った女戦僧（ノン、女モンク）であり、フレニ隊の一員。戦僧術を操る。
ボルボイ / Bolboj
声 - 宝亀克寿
アダルトアニメ版 2作目に登場するドワーフの戦士であり、フレニ隊の一員。バトラクス（戦斧）の使い手。
ニコラ・ユベール / Nicola Hubert
アダルトゲーム版のプレイヤーキャラクター。メルルと同門の少年魔術師。メルルとは幼馴染みの関係。
エルマンノ・ガリツィオ 2世 / Elmanno Garrizio II
アダルトゲーム版に登場。富裕な領主にして建築家。そして、カバラ系魔術の名人級大魔導師（エキスパート・ウィザード）であり、錬金術師である。幼馴染みでもあるシャルルをライバルとして意識し続けているが、財力と専門分野以外で彼が上に立ったことはない。子爵位。
ポントーニ大司教 / Pontoni Archbishop
アダルトゲーム版に登場。ポントーニ大司教領の統治者であり、エルマンノとよしみを通じる。
ブクシェギ・チャバ / B....gi Czaba
アダルトゲーム版に登場。古いシャーマニズムの流れを汲む、ハザル系の呪術師。身長85cm。人であることを止めたかのような醜さは見た目だけではない。

### 非敵性の人外
ムッバー・トロール / Mbbaa Troll , Mbbaa Peikko 
アダルトアニメ版 2作目に登場する。様々な種類がいるトロール族のうちの温厚な一種族の一個体であり、フレニの召使いである。なりは大きいが、まだ子供。

### 敵性の人外
オーガ / Ogre
声 - 宝亀克寿
山に暮らし、ときに人里を襲っては人家を破壊し、人を食らう巨大な鬼。山に巣窟を持ち、浚った人間を閉じ込めてもいる。強靭な肉体を誇るが、知性は高くない。身長 4m強。原作設定での神学説によるオーガの正体は、地獄生まれの悪しき巨人、ほか。万霊学説による正体は、かつて繁栄していた恐猿（造語：Dinopithecus、別進化系統の肉食性人類）の現存種である。
原作版のオーガは峠道で旅人を襲う。アダルトアニメ版 1作目に登場するオーガは麓の村を頻繁に襲い、抵抗を試みた村の男達はほぼ壊滅状態にある。テレパシーを使ってメルルやティアと会話している。原作と同様に山に巣窟を持ち、浚った女性を監禁し、強姦した後、食らっている。
河サハギン / River Sahaguin
大河に多数生息する半魚人。原作設定での神学説によるサハギンの正体は、海の怪物、ほか。万霊学説による正体は、類人魚（人に類似する魚型知的生物）の一種。河サハギンは原作にのみ登場。
海サハギン / Sea Sahaguin、The TepiTepies
声 - くじら（雌）
海に棲むサハギンだが、繁殖期になると大河を俎上して営巣する。サハギナの龍に生息。
原作とアダルトアニメ版に登場し、後者では「サハギン」と称。
アニメ版では好戦的な性格。漫画版のサハギンは人間の成人男性より大きい雌は頑丈で強く、性格は獰猛。雄は人間の成人女性より小さくて脆弱、性格は姑息。雌上位の一妻多夫制で、赤いのが雌、青いのが雄。サハギン類は、雌は産卵管を、雄は放精管を持っており、これを人間の女性器に差し込んで産卵・放精する。原作に登場する2匹、アダルトアニメ版に登場する3匹は共に夫婦。前者は浚ってきたメルルの、後者はメルルとフレニの胎内に受精卵を植え付けようとする。アニメ版では雌サハギンの名前はゲリーとよばれていた。
海サハギンの仔
宿主とされた女性の胎内で数か月掛けて育ったのち、孵化して生まれ出てくる。原作とアダルトアニメ版にて、被害者メルルが魔術師の素養として有り余る想像力を持っているがゆえに“登場”する。
シュリーカー / Shrieker
アダルトアニメ版 2作目とアダルトゲーム版に登場。叫ぶ凶兆。「かん高い叫び声、悲鳴、金切り声」との語義に違わず、音も無く背後から忍び寄っては金切り声を挙げながら襲ってくる怪物であり、触手を持った有毒・這いずり型の生き物である。毒霧を吐いて敵を目潰しをする。沼沢地とその周辺環境にて夥しい数の棲息が認められる。アダルトアニメ版では繁殖期にあってフレニ達を襲った。同作品の導入部であるロッテ湿原の入り口では、石標がシュリーカーの出現を警告していた（「シュリク シュリク 戻らずの小径」）。
一般的に同一視されているものとしてスクリーマー (Screamer) を挙げられるが、実際は全くの別ものである。
なお、シュリーカー自体は作者のオリジナルではなく、その起源は昔から言われるところの「背後に感じる悪い予感」であり、「悪寒」である (cf. wikt:en:shriek)。
ヴァンパイヤーフライ（スコルピオプテロン） / Vampirefly, Scorpiopteron 
アダルトアニメ版 2作目。飛蠍。湿原を飛び交う怖ろしい飛翔性吸血サソリだが、フレニがルーン魔術「スルトの炎のルーン」によって素早く一掃している。呪文詠唱に手間取るメルルのウィザードリーはこのような敵を不得手としており、あらかじめの防御魔術が必須となっている。造形の雛形はウミサソリ、カブトガニ、陸棲サソリ類。
イグニス・ファテュウス / Ignis Fatuus
アダルトアニメ版 2作目。狂い火。ウィル・オ・ザ・ウィスプ（火球精霊）と同類のものを、南欧ではそのように呼ぶ。追ってはいけない、触れてはいけない。
ジャイアント・アント / Giant Ant
アダルトアニメ版 2作目。巨大アリ。2メートル以上はある。主として女戦僧リーアォが戦僧術をもって数匹を叩き潰した。
ヒュージ・マンティス / Huge Mantis
アダルトアニメ版 2作目。巨大カマキリ。
キャリオン・クローラー / Carrion Crawler
アダルトアニメ版 2作目。屍肉あさり。湿原の地中に潜む、環形動物にも芋虫にも似た巨大生物。メルルが凍気系魔術「ジェリド・ブラスティング Gelid Blasting」で仕留めている。
キュクロープス / Cyclops
アダルトゲーム版に登場する、ヘラスにゆかりの半神半人の単眼巨人。身長5m以上。
チャバのデーモン / Czaba's Demon
アダルトゲーム版に登場（ただし、原作設定と製品版の造形は全くの別物）。呪術師チャバが召喚する、古のアニミズムに起源する強力な悪霊。
奇獣（オッド・ビースト） / Odd Beast
アニメ2に登場（雌サハギンの成れの果て）。正体が判明しない状態の怪物を「ビースト」と呼ぶことがあるが、自然には存在しがたい異常極まりない生物が「オッド・ビースト」である。物語では、強力な暗黒系魔術によって周辺環境の広範にあった動物の生体と死体が収斂し、それは出現した。

## 魔法

### メルルの呪文
イヴォーク! テッラエ・エト・イグニス! アークレ・ファメース!
アダルトアニメ版 1作目にて、オーガに向けて放った飢餓の呪文。ACRE FAMES／Level-7。地の力。
エ・ウォーカ! イグニス! ファイヤーボール!
アダルトアニメ版 2作目にて、サハギンに向けて放った炎の呪文。炮撃術。FIREBALL／Level-3。火の力。

## アダルトアニメ版
本作は、ねこしたPONG原作による初の派生作品である。第1巻『魔法少女メルル 〜オーガの山〜』が1997年（平成9年）1月21日（発売元：波素館）に、第2巻『魔法少女メルル2 〜サハギンの河〜』が1998年（平成10年）4月25日（発売元：あかとんぼ）に発売された。

### ストーリー
第1巻
時はジオット暦1414年青の2の月半ば。見習い魔術師の少女メルルは修業の旅を続ける中、怪物オーガの襲撃を受けた村に行き当たる。村人に代わってオーガを退治しようとするメルルだったが、意に反して何故か魔術は効果を顕わさない。彼女の小さな身体は長大な腕に捕らわれ、翻弄され始める。しかし、師シャルルはこれを、性的昂揚を魔法として活かすための、弟子メルルに欠かせない試練と知っていた。そうして、男（雄）を知らないメルルは巨大な暴漢に組み敷かれる。
第2巻
1414年、赤の1の月上旬。次の目的地としている秘境の修道院を目指してひとり危険な湿原に足を踏み入れたメルルは、怪物に襲われているフレニ一行を助け、目的地が同じと知って旅を共にすることに決める。往く手を遮る湿原には数多くの困難が待ち受けていたが、彼女達はよく戦った。しかし、渡河を図っているところをサハギンの番（つがい）に襲われ、川の中へ引き摺り込まれる。水中では呪文の詠唱も叶わず、二人はサハギンが営巣する洞窟へと連れ去られてしまう。彼らは、人間の女性の身体を利用した繁殖をしようとしていた。魔法による反撃を試みるメルルだったが、頼みとしていた師の術棒は失われていた。異種産卵の悪夢から逃れる手立てを2人の少女は見出せない。

### スタッフ
- 製作総指揮 - 武田義輝
- 企画 - 大八木八大（第1巻）
- 原作 - ねこしたPONG
- 監督 - 桃幻庵（第1巻）、小池あひる（第2巻）
- 脚本 - 石井博士（第1巻）、ねこしたPONG（第2巻）
- キャラクターデザイン - 渡辺明夫（第1巻）
- 美術監督 - 花札骸子（第2巻）
- 色彩設定 - 免野ぽん太（第1巻）
- 編集 - 関一彦（第1巻）、伊東裕（第1巻）、ジェイ・フィルム（第1巻）、花岡英二（第2巻）
- 音響監督 - 新開一（第1巻）
- 音楽 - K・T（第1巻）
- スーパーバイザー - 大八木八大（第1巻）
- プロデューサー - 美津信海人（第1巻）、大白幸雄（第2巻）
- 制作協力 - XMAC（第2巻）
- アニメーション制作 - スタジオ海人（第1巻）
- 製作 - 波素館（第1巻）、あかとんぼ（第2巻）

### 各巻リスト
| 話数 | サブタイトル | 絵コンテ | 作画監督       |
| ---- | ------------ | -------- | -------------- |
| 1    | オーガの山   | 破仁悠   | 平出峰一       |
| 2    | サハギンの河 | 池田邦光 | おおつかじろう |

## アダルトゲーム版
派生作品である『魔法少女メルル 〜神々の至宝を求めて〜』が1999年（平成11年）4月2日に発売。ジャンルはファンタジックアドベンチャー&シミュレーションゲーム。対応機種はWindows 95/98。発売元はあかとんぼ。
原作の世界観を基にした異伝、スピンオフの形で製作された。プレイヤーはメルルと同門の少年魔術師として行動をともにする。戦闘はルーレットで攻撃を決定するシステム。物語の流れに沿っていくつかのミニゲームがある。
スタッフ
- 原案・キャラクターデザイン：ねこしたPONG
- 制作総指揮：武田義輝
- 監督・脚本：鈴木重守
- 制作：あかとんぼ